# TIME TRACKING primaERP
TIME TRACKING primaERP — облачный тайм-трекер для учета рабочего времени по задачам, проектам, клиентам с функцией биллинга и выставления счетов. Разработан чешской компанией ABRA Software a.s.
Тайм-трекер относится к такому типу программ как time-tracking software.
Данный тип программного обеспечения могут использовать люди с почасовой оплатой труда. Те, кому необходим хронометраж. Это могут быть такие профессии, как программисты, дизайнеры, переводчики, адвокаты. Функция биллинга помогает создавать отчеты для клиентов, устанавливать почасовые ставки и выставлять счета.
Тайм-трекер отмечает количество потраченного времени, определяет эффективность его использования, составляет разные типы отчетов и графиков продуктивности с возможностью фильтрации данных по задачам, клиентам. Приложение может использоваться в такой технологии менеджмента как управление временем или борьбы с таким психологическим эффектом как прокрастинация.
Трекер имеет поддержку командной работы, может использоваться как инструмент контроля со стороны руководителя проекта по задачам, выполняемым сотрудниками. Приложение бесплатно и не имеет ограничений по функциональности, если его использует команда не более трех человек.
Программа поддерживает импорт данных из Microsoft Outlook, iCal, Basecamp Classic и Google Calendar. Существует возможность подключения к трекеру других программ через API.
Тайм-трекер работает на десктопе через браузер. Также существуют мобильные приложения «TIME TRACKING primaERP» под Android и iOS. Данные клиентов сохраняются на сервере и синхронизируются между веб и мобильными приложениями через облачное хранилище данных. У мобильных приложений есть возможность работы в режиме офлайн.